# St. Peter und Paul (Moosbach)

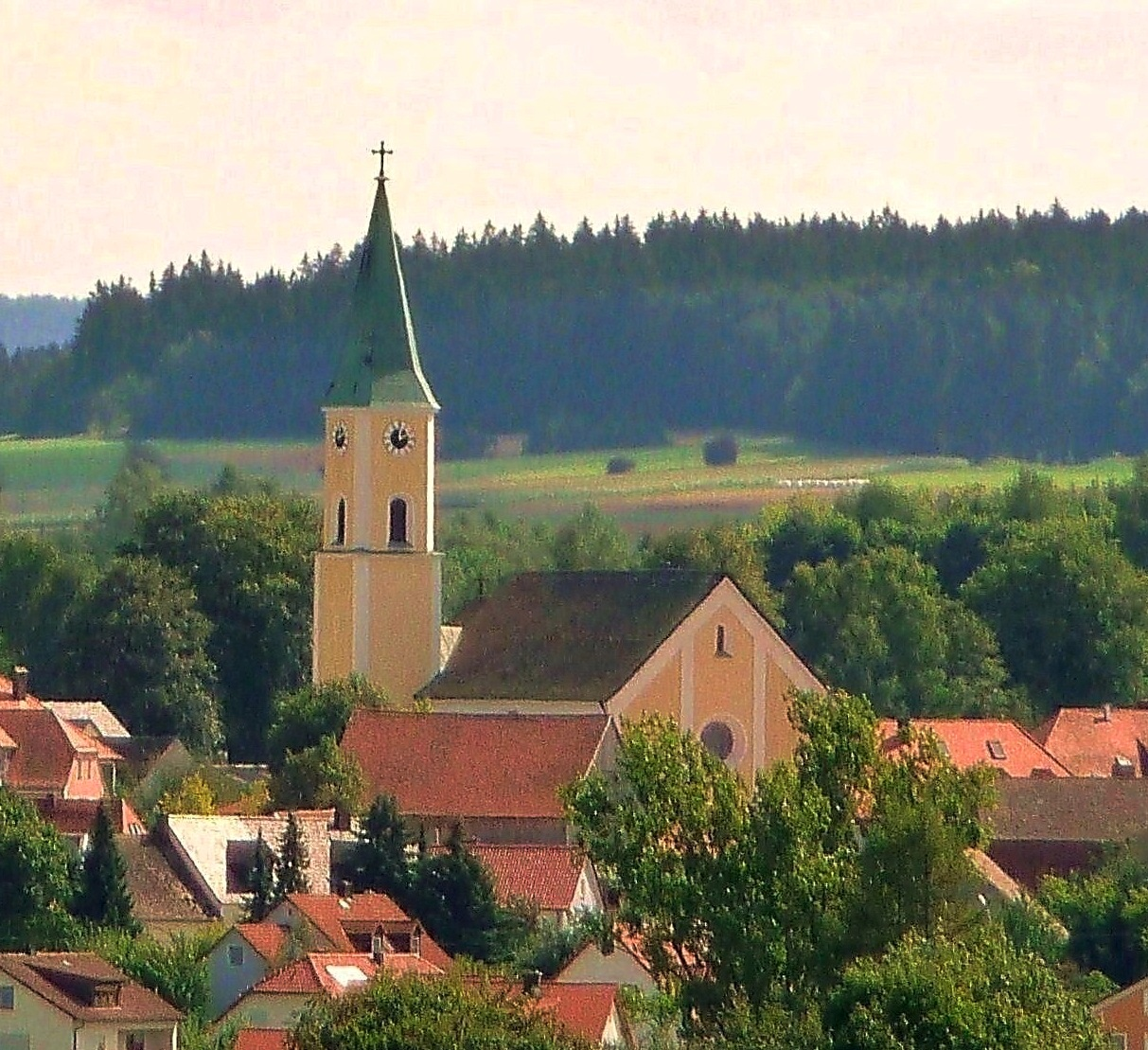
Moosbach, Pfarrkirche St. Peter und Paul

Die Pfarrkirche St. Peter und Paul ist eine römisch-katholische Kirche im Markt Moosbach im Süden des Oberpfälzer Landkreises Neustadt a.d.Waldnaab. Sie ist die Pfarrkirche der gleichnamigen katholischen Kirchengemeinde, die dem Dekanat Leuchtenberg des Bistums Regensburg angehört. Patrozinium ist am 29. Juni.

## Geschichte
Bereits vor der ersten Erwähnung des Ortes, 1166, war Moosbach ein Pfarrort. Das Pfarrgebiet hat sich seitdem kaum verändert. 1738 ließ der damalige Pfarrer Schmelzer eine Barockkirche bauen, da die alte Kirche zu klein wurde. Schmelzer ist auch Erbauer der Wieskirche im nahen Moosbach. Die barocke Pfarrkirche wurde 1848 bei einem Brand zerstört, ebenso der Pfarrhof, die Volksschule und viele andere Gebäude im Ort. Dieser Brand vernichtete auch viele Kunstwerke. Die Kirche wurde 1853 an alter Stelle wieder aufgebaut.
In den Jahren 2016–2017 wurde die Kirche saniert. Am 17. Mai 2017 brach bei Elektroarbeiten im Dach ein Feuer im Verbindungsdach zwischen Kirchturm und Kirchenschiff aus, das allerdings keine gravierenden Schäden verursachte.

## Ausstattung

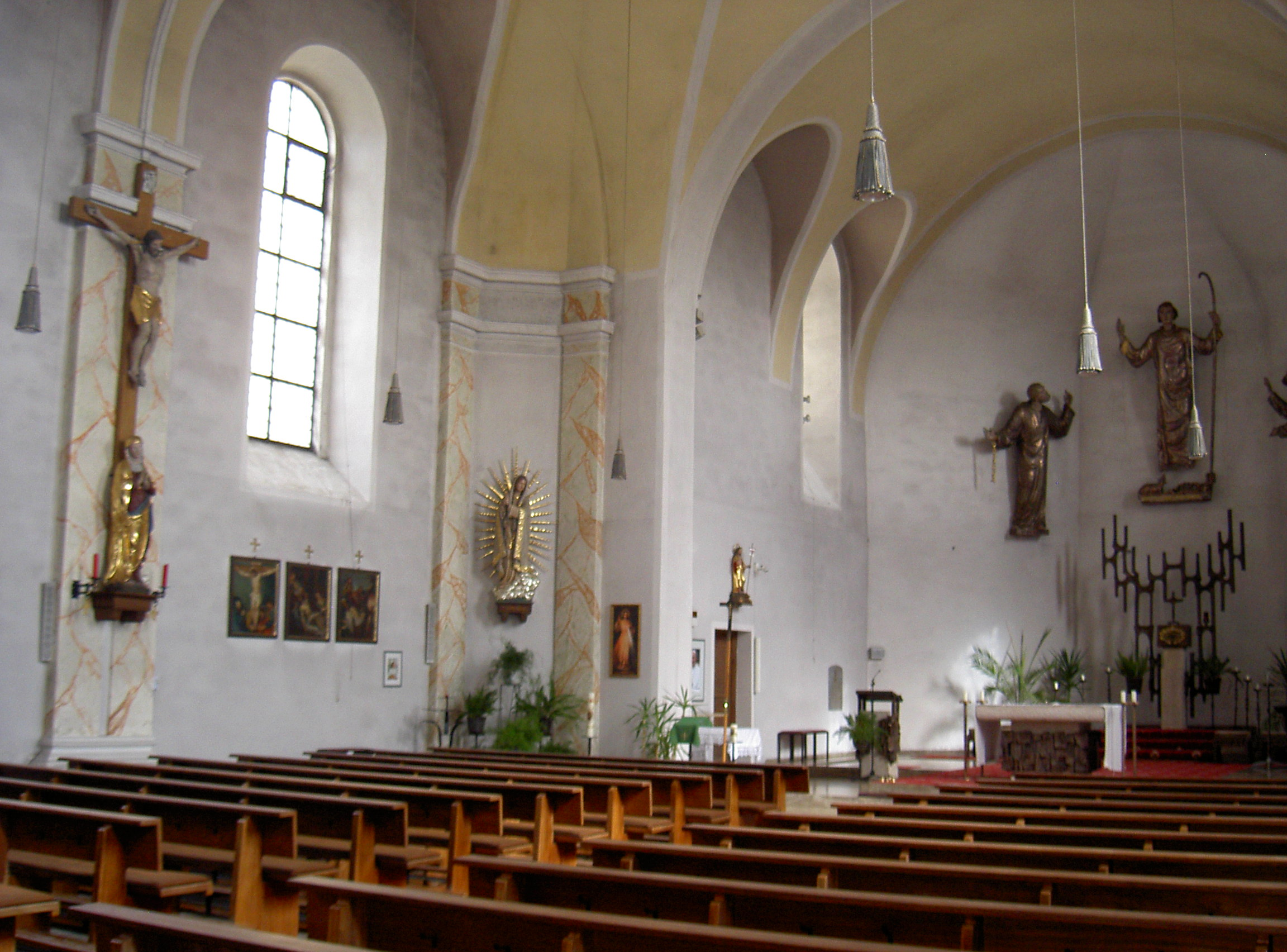
Der Innenraum

Der Innenraum ist nach barocker Art gestaltet. Unter den drei Statuen der Altarwand ist mittig der hl. Emmeram dargestellt, einer der Patrone der Diözese Regensburg. Links und rechts flankieren ihn Statuen der beiden Kirchenpatrone Peter und Paul. Das neuzeitliche Kunstwerk um den Tabernakel stellt den brennenden Dornbusch dar. Der Volksaltar wurde zusammen mit dem Ambo und Taufstein am 18. März 1976 von Weihbischof Karl Flügel von Regensburg geweiht.

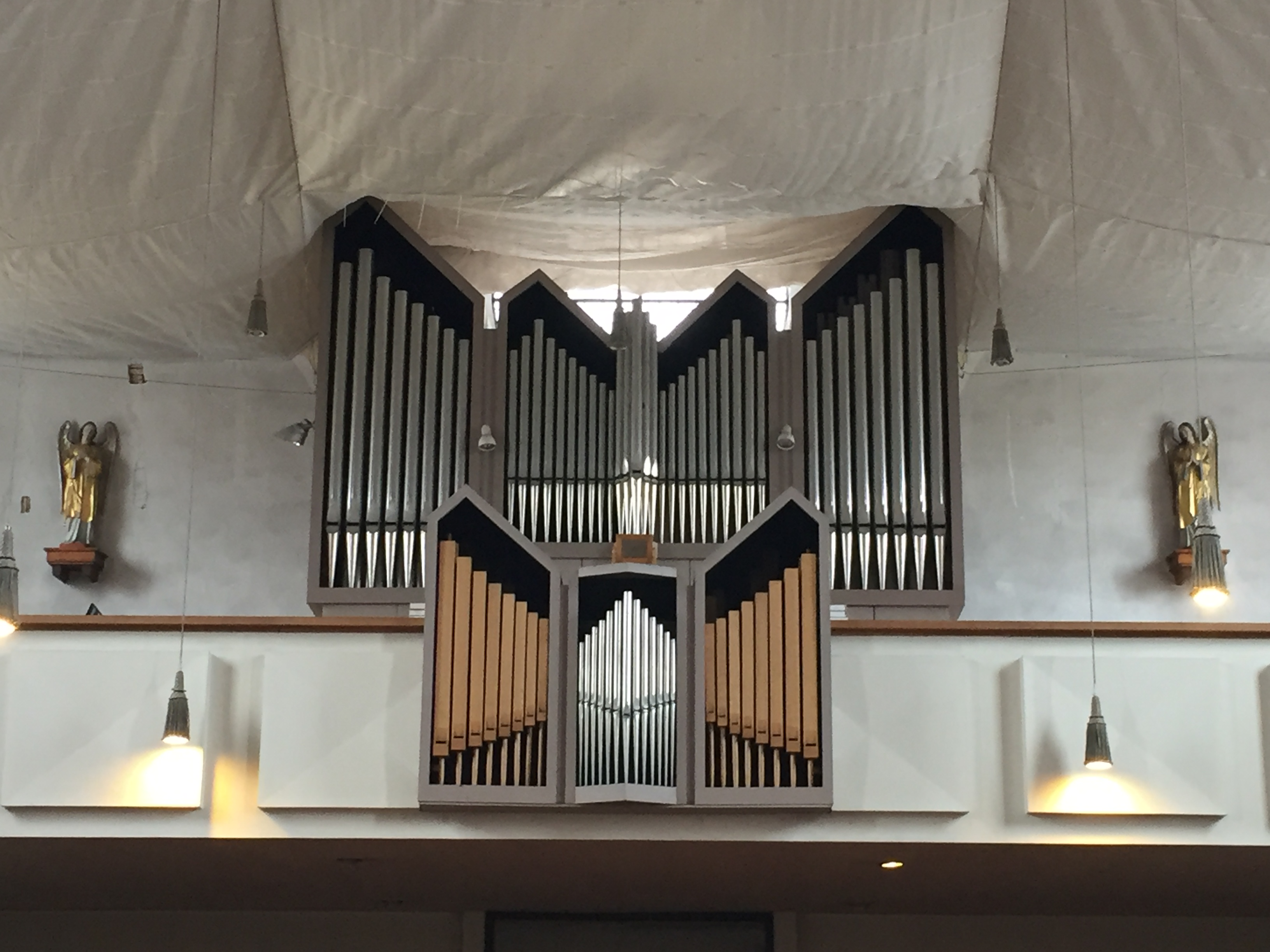
Die Orgel

Die Orgel hat 20 Register und wurde 1982 von der Firma Weise aus Plattling gebaut. Bei der Innenrenovierung 1989 wurden die Fensterbögen mit Bildern geschmückt.

### Geläut
Das Geläut besteht aus fünf Bronzeglocken. Sie hängen in der obersten Etage im Glockenturm. Die Glocken wurden 1970 von der Glockengießerei Perner aus Passau gegossen. Sie ersetzen ein Stahlgeläute aus Bochum. Die große Glocke ist in Dur-Rippe gegossen.
| Glocke | Patron              | Ton  | Gießerei       | Gussjahr |
| ------ | ------------------- | ---- | -------------- | -------- |
| 1      | Hll. Peter und Paul | d´   | Perner, Passau | 1970     |
| 2      | Hl. Maria           | fis´ | Perner, Passau | 1970     |
| 3      | Hl. Michael         | a´   | Perner, Passau | 1970     |
| 4      | Hl. Johannes d. T.  | h´   | Perner, Passau | 1970     |
| 5      | Hl. Josef           | d´´  | Perner, Passau | 1970     |